# Топчиева, Клавдия Васильевна
Кла́вдия Васи́льевна То́пчиева (1911—1984) — советский физикохимик, доктор химических наук, специалист в области гетерогенного катализа, декан химического факультета МГУ (1956—1960).

## Биография
Родилась в станице Таубевская в семье рабочего. В 1929 году поступила на химический факультет Московского государственного университета.
Обучение в МГУ, аспирантуру и работу в лаборатории кинетики и катализа совмещала с игрой в волейбол, считалась одной из лучших волейболисток довоенного времени. В составе сборной Москвы четырежды (в 1933—1936 годах) становилась победительницей Всесоюзных волейбольных праздников — чемпионатов СССР среди команд городов, выступала за московский «Локомотив», в составе которого выиграла «золото» чемпионата СССР 1946 года, а также «Науку» (1936—1938), ЦДКА и «Спартак» (1939—1940).
В 1938 году Клавдия Топчиева вместе с Ниной Семёновой и Еленой Войт (впоследствии доктором технических наук, профессором МАИ) была в числе первых волейболисток, удостоенных звания мастера спорта СССР.
Защитила кандидатскую диссертацию (1938).
В годы Великой Отечественной войны выполнила работы по получению новых видов морозостойких синтетических каучуков для использования их в оборонных целях.
В 1953-м стала доктором химических наук (тема: «Исследование каталитических свойств алюмосиликатов»). С 1952 года заведовала лабораторией кинетики и катализа химического факультета МГУ, в 1954 году получила звание профессора кафедры физической химии, в 1956—1960 годах работала в должности декана химического факультета МГУ.
Основная область научных исследований — изучение связи между строением и каталитической активностью цеолитов, применяемых в процессах нефтепереработки. Топчиевой и созданной ею научной школой проведены фундаментальные работы по изучению природы активных центров алюмосиликатных катализаторов, разработаны методы модификации структуры цеолитов, направленные на повышение их каталитической активности.
Подготовила около 40 кандидатов и четыре доктора наук. Член Советов по катализу при Академии наук СССР и Государственном комитете Совета Министров СССР по науке и технике.
Учениками Топчиевой являются около 40 кандидатов и четыре доктора наук. Топчиева участвовала в реформе высшего образования на Кубе.

## Научная деятельность
Клавдия Васильевна Топчиева была физикохимиком. С 1952 по 1984 год заведовала лабораторией кинетики и катализа кафедры физической химии, с 1954 года была профессором кафедры физической химии.
Научная деятельность Клавдии Васильевны Топчиевой была посвящена гетерогенному катализу. В своей докторской диссертации она рассматривала каталитическое действие алюмосиликатов. Основные работы Топчиевой посвящены каталитическим свойствам цеолитов, в том числе каталитическому крекингу углеводородов на цеолитах и цеолитсодержащих катализаторах и его кинетике. Вместе с Л. Б. Гореликом и А. А. Кубасовым ею был запатентован способ получения такого катализатора. Эти исследования были важны для производства машинного топлива, основным видом сырья для которого являются парафинистые нефти. Клавдия Васильевна исследовала кислотные свойства цеолитов и корреляцию между их кислотными и каталитическими свойствами. Ею было показано, что каталитическая активность аморфных и кристаллических цеолитов связана с кислотными свойствами их поверхности. Объектом изучения Топчиевой были также адсорбционные свойства цеолитов и межфазные переходы в цеолитсодержащих катализаторах. За цикл работ «Каталитическая активность и селективность цеолитных систем в реакциях углеводородов» Клавдии Васильевной была присуждена Ломоносовская премия. В 1976 году была опубликована монография Топчиевой «Активность и физико-химические свойства высококремнистых цеолитов и цеолитсодержащих катализаторов».
Кроме цеолитов, представляющих собой алюмосиликаты, Клавдия Васильевна исследовала борофосфатные катализаторы и вместе с коллегами запатентовала способы получения таких катализаторов для гидратации этилена и дегидратации н-бутилового спирта
Среди работ Топчиевой были также работы, посвященные каталитической активности и механизмам окислительно-восстановительных реакций на оксидах редкоземельных элементов. Топчиевой с сотрудниками впервые было показано, что оксиды редкоземельных элементов после предварительной обработки проявляют каталитическую активность в гидрировании простейших олефинов и приобретают способность к хемосорбции водорода

## Награды
- Орден Ленина
- Орден Трудового Красного Знамени
- Лауреат премии имени М. В. Ломоносова (1976).

## Семья
Братья: Николай Васильевич (1905—1961) — начальник Главкислорода при Совете Министров СССР; Александр Васильевич (1907—1962) — академик, главный учёный секретарь АН СССР; Алексей Васильевич (1912—1969) — министр общего машиностроения СССР; Пётр Васильевич (1915—1977) — военно-морской лётчик, командир минно-торпедного авиационного полка дальнего действия ВВС Северного флота, имел воинское звание полковника, в дальнейшем служил на ответственных должностях Министерства гражданской авиации.